# Gerhard Schulze-Pillot
Gerhard Schulze-Pillot (* 7. Oktober 1872 in Berlin; † 18. März 1945 in München) war ein deutscher Maschinenbauingenieur und Hochschullehrer an der TH Danzig.
Er studierte an der TH Berlin Maschinenbau, wurde dort 1896–1897 Assistent, ging von 1900 bis 1904 in die USA. Er lehrte von 1904 bis 1938 als Professor an der TH Danzig und war von 1927 bis 1928 der Rektor. Im November 1933 unterzeichnete er mit den meisten seiner Kollegen das Bekenntnis der Professoren an den deutschen Universitäten und Hochschulen zu Adolf Hitler.

## Schriften
- Die Mitarbeit der deutschen Techniker beim Wiederaufbau Deutschlands, Rede 1919 bei der Begrüßung der aus dem Felde Heimgekehrten
- Neue Riementheorie nebst Anleitung zum Berechnen von Riemen, 1926. Neudruck: Springer-Verlag, 2013. — 101 S. — ISBN 978-366226911-4